# Andabamba (distrito de Santa Cruz)
Andabamba é um distrito do Peru, departamento de Cajamarca, localizada na província de Santa Cruz.

## Transporte
O distrito de Andabamba não é servido pelo sistema de estradas terrestres do Peru.